# Albert Jäger
Albert Jäger (8. prosince 1801 Schwaz – 10. prosince 1891 Innsbruck) byl rakouský katolický kněz, historik a politik z Tyrolska, v 2. polovině 19. století poslanec Říšské rady.

## Biografie
Jeho otec byl pekařem, který zchudl v důsledku požáru města Schwaz roku 1809. Albert vychodil gymnázium v Bolzanu, potom absolvoval soukromé kurzy filozofie. Působil jako učitel v rodině Josepha von Giovanelliho. Roku 1825 vstoupil do benediktinského opatství Marienberg v jihotyrolském Vinschgau. Navštěvoval kněžský seminář v Brixenu. Setkal se s církevními historiky. Byl vysvěcen na kněze a vyučoval na gymnáziu v Meranu. V roce 1841 se stal vychovatelem v rodině Clemense Brandise v Innsbrucku, kde využíval bohaté archivní fondy pro své historické bádání. V roce 1845 se stal suplentem a následujícího roku profesorem dějin na Innbrucké univerzitě. Roku 1849 se stal ředitelem gymnázia v Meranu. Roku 1851 ho ministr Leopold Lev Thun-Hohenstein povolal jako profesora rakouských dějin na Vídeňskou univerzitu. Zasadil se o založení ústavu pro studium rakouského dějezyptu (Institut für österreichische Geschichtsforschung), v jehož čele stál v letech 1854–1869. V roce 1854/1855 byl děkanem a roku 1865/1866 rektorem Vídeňské univerzity. Od 14. května 1847 byl členem vídeňské akademie věd.
Byl i politicky aktivní. Už v letech 1865–1866 usedl na Dolnorakouský zemský sněm jako virilista (z titulu své funkce rektora). 30. ledna 1867 byl zvolen na Tyrolský zemský sněm v obvodu Hall in Tirol, za kurii venkovských obcí. Zemský sněm ho 1. března 1867 zvolil i do Říšské rady (tehdy ještě volené nepřímo) za kurii venkovských obcí v Tyrolsku. 27. ledna 1870 rezignoval v rámci hromadné rezignace poslanců za Tyrolsko poté, co na předchozí schůzi Říšské rady nebylo přijato usnesení, že Tyrolané nejsou Rakušany.
Publikoval historické práce jako Die alte ständische Verfassung Tirols (vydáno 1848) nebo Der Streit des Cardinals Nicolaus... (1861). Roku 1853 mu byl udělen Řád Františka Josefa.